# Amalda mucronata
Amalda mucronata es una especie de molusco gasterópodo de la familia Olividae en el orden Neogastropoda.
La altura de la concha  mide hasta 61 mm y la anchura es de hasta 27 mm.

## Distribución geográfica
Se encuentra en Nueva Zelanda